# Elena Tice
Pour les articles homonymes, voir Tice (homonymie).
Elena Tice est une joueuse de hockey sur gazon irlandaise évoluant au poste de défenseure au Old Alex HC et pour l'équipe nationale irlandaise.

## Biographie
- Naissance le 16 novembre 1997 à Basingstoke en Angleterre.

## Carrière
Elle a fait partie de l'équipe nationale pour concourir à la Coupe du monde 2018 à Londres.

## Palmarès
- : 2e à la Coupe du monde 2018.